# Ceratozamia zoquorum
Ceratozamia zoquorum là một loài thực vật hạt trần trong họ Zamiaceae. Loài này được Pérez-Farr., Vovides, Iglesias mô tả khoa học đầu tiên năm 2001.